# Film, film, film
Film, film, film (in russo Фильм, фильм, фильм?, Fil'm, fil'm, fil'm) è un film d'animazione sovietico del 1968.

## Trama
All'inizio del cartone animato, vediamo uno sceneggiatore in crisi d'ispirazione passeggiare davanti a una macchina da scrivere, passando dalla disperazione all'entusiasmo e viceversa, tentando persino di suicidarsi, finché letteralmente una musa dell'ispirazione scende su di lui e si mette a scrivere a gran velocità. Un regista che compare in quel momento legge il suo lavoro e gli promette di farne un film. I due attraversano il labirinto della censura sovietica e di richieste contraddittorie, fino a tentare con il capo supremo che dà la sua approvazione. Il direttore mette insieme una troupe, e partono le riprese del film, poi continuamente interrotte da piccoli inconvenienti, fino alla (quasi) conclusione, dove un ultimissimo ordine dall'alto impone il lieto fine alla storia tragica. Alla fine il film viene proiettato e applaudito, e regista e scrittore crollano spossati.

## Distribuzione

### Italia
Il cortometraggio è stato proiettato fuori concorso all'edizione del 1992 del Giffoni Film Festival. È stato inserito, in versione in lingua originale sottotitolata, nel DVD I maestri dell'animazione russa - volume 2, edito nel 2005 dalla Terminal Video in collaborazione con il Chiavari Animation Festival.